# Григоряк Семен Іванович
Семен Іванович Григоряк (с. Чорногузи, Вижницький повіт, Герцогство Буковина, Австро-Угорщина — 1965, Чехословаччина) — український військовий діяч, підполковник Армії Української Народної Республіки.

## Життєпис
Семен Іванович Григоряк народився в с. Чорногузи, яке на той час входило до Герцогства Буковина Австро-Угорщини. Під час Першої світової війни Семен Григоряк був підстаршиною у Австро-Угорській армії, звідки і потрапив до російського полону.
Після Жовтневого перевороту 1917 року військовик приїхав разом з іншими полоненими-українцями до Києва і вступив до лав Січових Стрільців. У лютому 1918 року  взяв участь у обороні Києва від окупаційних більшовицьких військ. У 1918–1919 роках Семен Григоряк — командир сотні 1-го полку Січових стрільців Дієвої армії УНР. З 7 липня 1920 року — командир 46-го куреня 16-ї бригади 6-ї Січової дивізії Армії УНР, у складі якої у 1920 році брав участь у наступі на Київ, Замостівській обороні та Вінницькому наступі.
Учасник Другого Зимового походу у складі Волинської повстанської групи. Очолював 4-й курінь 2-ї збірної бригади Збірної Київської дивізії. Особливо відзначився у боях біля Дирошинки та Розважіва, де врятував від загибелі 2-гу повстанчу бригаду, перейнявши командування нею від хворого полковника Сушка. Під час останнього бою сотник Григоряк потрапив у полон і під час переведення полонених з Малих Міньок до Базару зумів втекти і дістатися до Чехословаччини де і помер 1965 р.

## Вшанування
Одна з вулиць у рідному селі Семена Григоряка - с. Чорногузи, носить його ім'я.